# 稲荷神社 (館林市栄町)
稲荷神社（いなりじんじゃ）は、群馬県館林市の神社。

## 歴史
創建年代は1532年（天文元年）以前とも、寛文年間（1661年 - 1673年）ともいわれている。江戸時代は栄町（旧・目車町）の鎮守であった。
1910年（明治43年）の神社合祀により、当社は近代社格制度に基づく「郷社」に列せられた長良神社に合祀されてしまった。合祀後は正田醤油を経営する正田家が管理する企業神社になり、境内も正田醤油の敷地内に移転し、栄町と正田醤油の守護神となっている。

## 文化財
- 正田醤油地内稲荷神社（登録有形文化財 平成16年2月17日登録）[3]

## 交通アクセス
- 館林駅より徒歩10分。